# 古浪县
古浪县是中华人民共和国甘肃省武威市下属的一个县。北纬37°09'-37°54′，东经102°38'-103°54。东为景泰县，南为天祝县，西北为武威市，东北为内蒙古阿拉善左旗。

## 历史
早在4千多年前的新石器时代，古浪县境内就有人文初化的原始部落在这里渔猎游牧，休养生息。
夏商时期属古雍州，西周时期由西戎牧驻，东周及秦时属月氏。
汉武帝元狩二年（公元前121）年，在今古浪境内设苍松、揟次、樸𠟼3县，属武威郡。东汉光武帝建武二年（26），改苍松县为仓松县，揟次、樸𠟼2县依旧。晋武帝泰始六年（270），仓松、揟次2县归武威郡辖。
西晋愍帝建兴二年（314）五月，张轨卒，其长子张寔建前凉，改樸𠟼县为魏安县，在今古浪境内设仓松、揟次、魏安3县，属武威郡辖。前秦设仓松、揟次2县，属武威郡辖。后凉改仓松县为昌松县，置昌松郡，辖昌松、魏安2县。置揟次县，归武威郡辖。东晋太元十二年（387年），后凉将昌松郡改为东张掖郡。不久，恢复昌松郡名。南凉在今古浪境内置昌松郡，辖昌松、魏安2县。置揟次县，属武威郡辖。北凉在今古浪境内置昌松郡，辖昌松、魏安2县。置揟次县，属武威郡辖。北魏在今古浪境内置昌松、魏安2郡，昌松郡辖温泉、揟次、莫口3县。公元534年，北魏分裂为西魏、东魏。西魏在今古浪境内置昌松、魏安2郡，昌松郡辖昌松、揟次2县，魏安郡辖魏安1县。公元557年，北周取代西魏，古浪为北周属地。北周废昌松郡，置昌松县，且将揟次县并入昌松县；废魏安郡，改置白山县，不久又废，均属武威郡辖。
隋代，在今古浪置昌松县，属武威郡辖。开皇三年（583），改昌松县为永世县，因和扬州宣城郡永世县重名，不久复改为昌松县。同时将北周的白山县地并入昌松县，属武威郡辖。武德二年（619），李轨部在古浪境内置昌松县，并在昌松县域之东北150里处设白山戍，均属武威郡辖。大足元年（701），凉州都督郭震（字元振）于凉州南境峡口筑和戎城控吐蕃要路。广德二年（764）后，昌松全境被吐蕃占据，改称洪池谷，即吐蕃六谷部之一，历时240余年。西夏在昌松设有一聚落（即村镇），叫济桑，属西凉州辖。
元世祖至元元年（1264），在和戎城设立和戎巡检司，属西凉府辖。至元十年（1273），“省西凉府，入永昌路”辖。明洪武十年（1377），凉州千户江亨防守和戎，因旧水名改为古浪，修筑古浪城。十二年（1379）古浪境归属庄浪卫，为屯守之所。正统三年（1438）六月巡抚督御史罗亨信奏设古浪防御千户所，属陕西行都指挥使司。清沿袭明制，在县境内设古浪千户所。时，境内划分为20个坝，坝下为自然村落。雍正二年（1724），改古浪千户所为古浪县，属凉州府辖。乾隆年间，废坝置保，全县设15保，保下设甲，甲以下为自然村。
民国元年（1912），沿袭清制，置古浪县。民国八年（1919）废保甲设区乡，全县设3区，一区署设在古浪城，二区署设在土门堡，三区署设在大靖堡。民国十六年（1927），废甘凉道，古浪县属甘肃省政府直辖。民国二十四年（1935），古浪取消旧制将全县分为1镇3乡，即：龙山镇，长宁乡、振育乡、瑞泉乡。民国二十五年（1936），将行政督察区改为专员公署（治所在武威县），古浪县属武威专员公署辖县。民国二十七（1938），又划分改组为三区，第一区署设在古浪县城辖14乡，第二区署设在土门堡辖4乡，第三区署设在大靖堡辖9乡。
1949年9月古浪解放，9月建立古浪县人民政府，全县设4区24乡。1953年1月改设7区55乡。1955年10月撤区并乡，改建为25个乡。1956年1月将25乡改建为1镇19乡。1956年10月将永登县东山区所属的干城、农丰、永丰、老城、裴家营、海子6个乡行政区域划归古浪县。1958年9月将1镇25乡改建为10个人民公社管理委员会，实行政社合一。1958年12月国务院决定撤销古浪县建置，将古浪县行政区域整体并入天祝藏族自治县，原古浪县10个公社合并为5个公社。1961年12月国务院决定恢复古浪县建置，全县设21个公社。1962年设23个公社。1968年5月古浪县革命委员会成立，同时废止古浪县人民委员会，成立15个人民公社革命委员会。1980年8月成立永丰滩人民公社和城关街道办事处。
1981年6月将古浪县革命委员会改为古浪县人民政府。是年，撤销人民公社，全县设7区1镇56乡。1984年4月撤销 7个区，辖2镇19乡。7月，将土门乡改为土门镇，全县辖3镇18乡。1987年4月将城关镇和古浪乡合并。1988年9月从海子滩乡分出冰草湾乡，从大靖镇分出大墩滩乡，全县辖3镇20乡。1992年11月，岘子乡改为黄花滩乡。1994年6月，成立新井乡人民政府，全县辖3镇21乡。2001年7月，将泗水乡、裴家营乡、海子滩乡撤乡设镇。2002年12月，将定宁乡、黑松驿乡、黄羊川乡3乡撤乡设镇。2004年8月，撤销井泉乡、大墩滩乡、胡家边乡、冰草湾、新井乡。2015年9月，永丰滩、黄花滩、西靖3乡撤乡设镇，全县辖12镇7乡。2017年1月，民权、直滩撤乡设镇，全县辖14镇5乡。2018年3月，古丰撤乡设镇，全县辖15镇4乡。

## 交通
312国道和兰新铁路纵穿南北， 308省道、干武铁路横贯东西。

## 行政区划
古浪县下辖15个镇、4个乡：
古浪镇、泗水镇、土门镇、大靖镇、裴家营镇、海子滩镇、定宁镇、黄羊川镇、黑松驿镇、永丰滩镇、黄花滩镇、西靖镇、民权镇、直滩镇、古丰镇、新堡乡、干城乡、横梁乡和十八里堡乡。

## 治沙
古浪县是全国荒漠化重点监测县之一。郭朝明、贺发林、石满、罗元奎、程海、张润元6位村民后称六老汉于20世纪80年代初，挺进八步沙，以联产承包形式组建集体林场（现称为八步沙林场），承包治理7.5万亩流沙。后来八步沙林场的三代职工，完成治沙造林21.7万亩，管护封沙育林草面积37.6万亩。